# Re del silenzio (brano musicale)
Re del silenzio è un brano scritto ed interpretato dalla rock band italiana Litfiba, contenuto nel loro secondo album 17 re, del 1986. La canzone è la seconda traccia del disco.
Nonostante il brano non sia mai stato pubblicato come singolo su 45 giri, nel 1990 fu inserito come lato B del singolo Tex '90 e risulta uno dei brani più conosciuti e apprezzati della prima parte della carriera della band.
La canzone è caratterizzata da un continuo riff di basso che si ripete in modo serrato per quasi tutta la durata del pezzo e da armonie cupe e inquietanti. Il tema trattato dal brano è la depressione.
Nel 2004 la canzone è stata reinterpretata da Piero Pelù che, dopo averla riarrangiata in una versione più melodica e lenta, l'ha inserita nel suo terzo album da solista Soggetti smarriti.

## Versioni ufficiali
- Re del silenzio  (1986)  - 4:05
 Versione originale contenuta nell'album 17 re
- Re del silenzio  (2004)  - 5:02
 Nuova versione contenuta del terzo album solista di Pelù, Soggetti smarriti

## Formazione
- Piero Pelù - voce
- Ghigo Renzulli - chitarra
- Gianni Maroccolo - basso
- Ringo de Palma - batteria
- Antonio Aiazzi - tastiere